# Shelby Young
Shelby Young (Flórida, 8 de abril de 1992) é uma atriz e dubladora americana. Ela é mais conhecida por seus papéis em Everybody Hates Chris, Days of Our Lives e American Horror Story: Murder House.
Shelby Young Tambem fez Stephanie, no seriado islandês piloto de LazyTown, no ano de 2002.

## Filmografia

### Cinema
| Ano  | Título                             | Papel                   | Notas          |
| ---- | ---------------------------------- | ----------------------- | -------------- |
| 2002 | The Wishing Stone                  | Shelby                  |                |
| 2002 | LazyTown                           | Stephanie               |                |
| 2005 | The Nativity Story                 | Naomi                   | Não creditada  |
| 2005 | The Naked Brothers Band: The Movie | Fã adolescente gritando |                |
| 2006 | Waltzing Anna                      | Catherine Rhoades       |                |
| 2007 | Bridge to Terabithia               | Ellie Aarons            | Não creditada  |
| 2008 | Wild Child                         | Ruby                    |                |
| 2010 | The Social Network                 | KC                      |                |
| 2013 | The Midnight Game                  | Rose                    |                |
| 2013 | First                              | Brittany                | Curta-metragem |
| 2014 | 2 Bedroom 1 Bath                   | Siena                   |                |
| 2014 | #Hacked                            | Ryder Tate              | Curta-metragem |
| 2015 | Wrestling Isn't Wrestling          | Garota assustadora      | Curta-metragem |
| 2015 | Nightlight                         | Robin                   |                |
| 2015 | A Haunting in Cawdor               | Vivian Miller           |                |
| 2015 | Augustine                          | Keri                    | Curta-metragem |
| 2016 | Two Dollar Bill                    | Princesa Lua            | Curta-metragem |
| 2016 | Katie Goes to College              | Heather                 | Curta-metragem |
| 2017 | Smurfs: The Lost Village           | Vozes adicionais        |                |
| 2017 | Vain: This Party Sucks             | Líder da raver          | Curta-metragem |
| 2021 | Complex Human Seeks Similar"       | Sabina                  | Curta-metragem |
| 2021 | Vivo                               | Vozes adicionais        |                |
| 2021 | Ghostbusters: Afterlife            | Mini-Puft               | Não creditada  |
| 2022 | Marmaduke                          | Shantrelle              |                |

### Televisão
| Ano       | Título                                   | Papel                                   | Notas                                         |
| --------- | ---------------------------------------- | --------------------------------------- | --------------------------------------------- |
| 2001      | Going to California                      | Sue Ann Butler                          | Episódio: "Hurricane Al: A Tale of Key Largo" |
| 2005-2008 | Everybody Hates Chris                    | Jennifer Thompson                       | 4 episódios                                   |
| 2006      | Ghost Whisperer                          | Stacy jovem                             | Episódio: "Friendly Neighborhood Ghost"       |
| 2006      | Freddie                                  | Emma                                    | Episódio: "Freddie and the Hot Mom"           |
| 2009-2011 | Days of Our Lives                        | Kinsey                                  | 62 episódios                                  |
| 2011      | Awkward.                                 | Danielle                                | Episódio: "My Super Bittersweet Sixteen"      |
| 2011      | American Horror Story: Murder House      | Leah                                    | 3 episódios                                   |
| 2012      | Criminal Minds                           | Mackenzie Acklin                        | Episódio: "Through the Looking Glass"         |
| 2014      | What's Next for Sarah?                   | Gloriana                                | Episódio: "Episode 3"                         |
| 2015      | The House Sitter                         | Amy Lawrence                            | Filme de TV                                   |
| 2017–2018 | Star Wars: Forces of Destiny             | Princesa Leia Organa / Princesa Kneesaa | 11 episódios                                  |
| 2019      | Epidemiya                                | Vários                                  | 4 episódios                                   |
| 2020      | Cave Club                                | Emberly / Criança da caverna / Tyra     | 8 episódios                                   |
| 2020      | Cyanide and Happiness Shorts             | Wanda                                   | Episódio: "True Love"                         |
| 2020      | Spirit Riding Free: Ride Along Adventure | Bandida / Guarda Feminina               | Filme de TV                                   |
| 2020-2021 | Baby Shark's Big Show!                   | Vários                                  | Episódio: "All I Want For Fishmas"            |
| 2021      | Star Wars: The Bad Batch                 | Capitã Bragg / Patrono / Lenk           | 2 episódios                                   |
| 2021      | Star Wars: Visions                       | K-344 / Criança                         | Episódio: "Tatooine Rhapsody"                 |
| 2021      | What If...?                              | Vozes adicionais                        | 3 episódios                                   |
| 2021      | Lego Star Wars Terrifying Tales          | Princesa Leia Organa                    | Filme de TV                                   |

### Video games
| Ano  | Título                                  | Papel                                            |
| ---- | --------------------------------------- | ------------------------------------------------ |
| 2013 | Dead Rising 3                           | Annie                                            |
| 2016 | Paladins: Champions of the Realm        | Tesouro do pirata Io                             |
| 2016 | Battlefield 1                           | Becca Cocchiola                                  |
| 2017 | Wolfenstein II: The New Colossus        | Minnie Smith / Supervisora de roteiro            |
| 2019 | Wolfenstein: Youngblood                 | Soph Blazkowicz                                  |
| 2020 | Legends of Runeterra                    | Yordle Squire / Salty Spinner / Vulpine Wanderer |
| 2020 | Call of Duty: Black Ops Cold War        | Vozes adicionais                                 |
| 2020 | Star Wars: Tales from the Galaxy's Edge | Vozes adicionais                                 |
| 2021 | Bright Memory: Infinite                 | Sheila                                           |
| 2022 | Wylde Flowers                           | Natalia Kuznetsova                               |
| 2022 | Lego Star Wars: The Skywalker Saga      | Princesa Leia Organa                             |
| 2022 | God of War: Ragnarök                    | Skuld                                            |

### Videoclipes
| Ano  | Título              | Artista   |
| ---- | ------------------- | --------- |
| 2018 | "Give Me Your Hand" | Shannon K |